# Фродо III
Фро́до III (исл. и фар. Fróði, др.-сканд. Frōðr, др.-англ. Frōda, ср.-в.-нем. Vruote) — имя легендарного датского короля.
По «Деяниям данов» Саксона Грамматика — сын Фридлейва (лат. Friedlev). Упоминается и в «Саге о Скьёльдунгах». Первая супруга — Яница (Ганица, Ганунда, лат. Hanunda; у Меурсия — Гермунда, лат. Hermundam Hunnorum) — дочь княза гуннов Гано (лат. Hun). Сын от этого брака — Фридлейв. Вторая супруга — Альвильда, дочь Готара — владетеля Норицкого (Норвежского).

## Легенда
Правил Фродо III страной не один, а под контролем совета из 12 диаров. За право допуска к королю диары взимали пошлину. Среди частых поводов к обращению было получение разрешения на «выдачу дочери в замужество»:

Neque fas virginibus nubere, nisi quas evperiundo tales esse ipsi prius cognovissent— Аттила и Русь…
Диары так и погрязали бы в коррупции, если бы не война: славяне (по Саксону Грамматику), называемые Меурсием вандалами, под предводительством князя Струнича (лат. Strunico), высадились на Сербском полуострове (лат. Cimbria), которым в то время владели готы-«дациане» (даки?).
В этой непростой обстановке Фродо III проявляет способность к военным хитростям, которые по степени искусности Саксон Грамматик сравнивает со стратагемами Фродо I — великого предка нового воителя. Молодой король знает, что у славян есть обычай: если в родной стране водворяется продолжительный мир, то благородные юнцы, дабы не растерять своей боеспособности, должны отправиться «добывать себе славы в чужие земли».

Под видом предпринимаемой великой войны он велел клич кликать и звать к себе на службу всех князей, витязей и бояр с их дружинами, обещая и злато, и славу, и богатую добычу.
Саксон Грамматик представляет славян глупцами: они явились на зов Фродо, «нисколько не подозревая, что вероломство у так называемого доброго народа [курсив первоисточника — Авт.] составляет маленькое орудие для больших успехов. Заманив на бойню, их перерезали, передушили и перевешали».
Как результат — «славяне были побеждены, и знаменитейшие из них распяты». После этого, по настоянию тех же 12 диаров, Фродо женился на гуннской княжне Янице (Гануце, Ганке, Ганнунде). К её отцу, князю гуннов, направили сватов, которые «по обычаю, прежде чем объявить причину посольства, три дня угощались». Когда же по истечении трёхдневных угощений они изложили суть вопроса, невеста пришла в ужас и отказалась. Сваты не отчаялись, и прибегли к помощи колдуньи. Она-то и приворожила невесту к Фродо, пообещав ей, что он в «равной степени хорош на обе руки» (фр. Qu’il se servait également de deux mains, лат. Frolhonem laevâ tanquam dextrâ utentem). Девушка не устояла и согласилась. У них родился сын Фридлейв, но вскоре королеву при дворе оклеветали и вернули отцу. Расстроив брак своего короля, придворные партии сыскали ему более выгодную династическую партнёршу — Альвильду, которая была дочерью Норицкого (Норвежского) «владетеля» (так в тексте) Готара.
Оскорблённый князь гуннов восстал на Фродо со всей Русью, собрав под своё знамя от 60 до 170 князей (в том числе Ян, Рао, Деямир и Доко) и 900 тысяч ратников. Борьба развернулась не только на суше, но и на море, где эскадрой командовал рутенский князь Олимар. Битва продолжалась семь дней, но уже через три дня «русские реки можно было переходить по трупам как по мосту».
Силы со стороны Фродо III не указываются; называется лишь главный воевода — Эрик Норицкий (последнее — не фамилия, а указание на то, что он, как и новая королева Альвильда, из Норвегии). Итоги битвы Саксон Грамматик излагает противоречиво. С одной стороны, он утверждает, что с помощью Эрика Норицкого Фродо III «разбил силу русскую». С другой — победитель почему-то «милостиво пожаловал» всем участникам собранной против него коалиции зе́мли. Флотоводцу Олимиру во владение достался Холмоград (Holmgardia), Яну — Коногардия (Conogard; Вельтман считает, что это «Киев-град», Рао — Ревиллум (Revillum, по Вельтману Ревель) и Оркадские острова; Деямиру — Гельзингия, Яробор, Ямтор и Лаппия; Даго — Эстия. Брату же царя гуннов (проигравшего битву!), по имени тоже Ян, достаётся Саксония. Иными словами, все «проигравшие» остаются на своих престолах, признавая себя лишь ленниками Фродо III.
Время показало, что мужские достоинства Фродо, некогда наворожённые колдуньей и прельстившие юную гуннскую княжну, видимо, ушли вместе с ней в изгнание: от новой супруги король детей не имел. Своего единственного сына Фридлейва Яница взяла с собой, и он рос и укреплялся духом, — как находит у Саксона и Меурсия Вельтман — в Руси:

Ex Hanunda, ut videtur, filium Fridlevum sustulit, mox in Russia relictum
Ничего о Фридлейве не зная, после смерти Фродо III даны решились избрать из среды своей достойнейшего. Круг претендентов на престол был ограничен только скальдами, среди которых объявили конкурс на лучшую эпитафию на память новопреставленного Фродо. Но воцарившемуся таким поэту Иарну (Hiarn) пришлось занимать престол недолго. Фридлейв (которого на Руси звали Преславом), узнав о смерти отца, отреагировал по-скандинавски сурово. Присланная им в Данию нота гласила:

таки как у Руссов нет закона, чтоб какой-нибудь гусляр за свои вирши приобретал чужое наследие, то он предлагает ему уходить добром, или готовиться к войне.
Иарн, конечно, собрал было войско, «но меч был не его орудие, и он принуждён был бежать в Сербию». Так сын Фродо III взошёл на престол и продолжил династию.

## Историческое значение
При всей фантастичности цифр, приводимых относительно «битвы народов», и сомнениях в правильности «расшифровок» имён, этот эпизод жизнеописания династии Скьёльдунгов у Саксона Грамматика не является полностью оторванным от какого-либо исторического материала. Проведённое автором от имени Фродо III распределение прибалтийских и скандинавских земель между «славянскими» владетелями соотносится с указаниями позднейших исследований на то, что деятели, отождествляемые с древней Русью, активно проявляли себя на побережье Балтики в раннем средневековье, и были известны в этом качестве составителям скандинавских сказаний.